# Bridgnorth
Bridgnorth ist eine Stadt in der Grafschaft Shropshire im Herzen von England. Sie zählt 12.374 Einwohner (Fortschreibung 2012) und war Verwaltungssitz des 2009 aufgelösten gleichnamigen Distrikts.
Die mittelalterliche Stadt wird vom Severn in eine Ober- und Unterstadt geteilt, weil das rechte Ufer etwa 60 m höher als das linke liegt. Der Fluss prägte die Entwicklung von einem alten strategischen Überfahrtplatz zu einer geschäftigen Marktstadt, welche Bridgnorth heutzutage ist.

## Sehenswürdigkeiten
Mit seinen alten Häusern und Pubs, steilen Fluss-Stufen, der Ruine Bridgnorth Castle und der kleinen Standseilbahn stellt es ein beliebtes Ausflugsziel dar.
Die Church of St. Leonard geht zwar auf normannische Zeit zurück (Spuren davon am S–Turm), doch wurde sie ab 1861 nahezu völlig in neugotischem Stil umgebaut. Lediglich die im 17. Jahrhundert entstandene Stichbalkendecke über dem Kirchenschiff blieb erhalten. Interessant sind die zahlreichen alten gusseisernen Gedenktafeln.
Weitere Sehenswürdigkeiten in Bridgnorth sind die Bridgnorth Cliff Railway (die älteste und zweitsteilste Standseilbahn im Land) und die Daniels Mill, eine Wassermühle.
Bridgnorth ist Endpunkt der Museumseisenbahn Severn Valley Railway von Kidderminster.

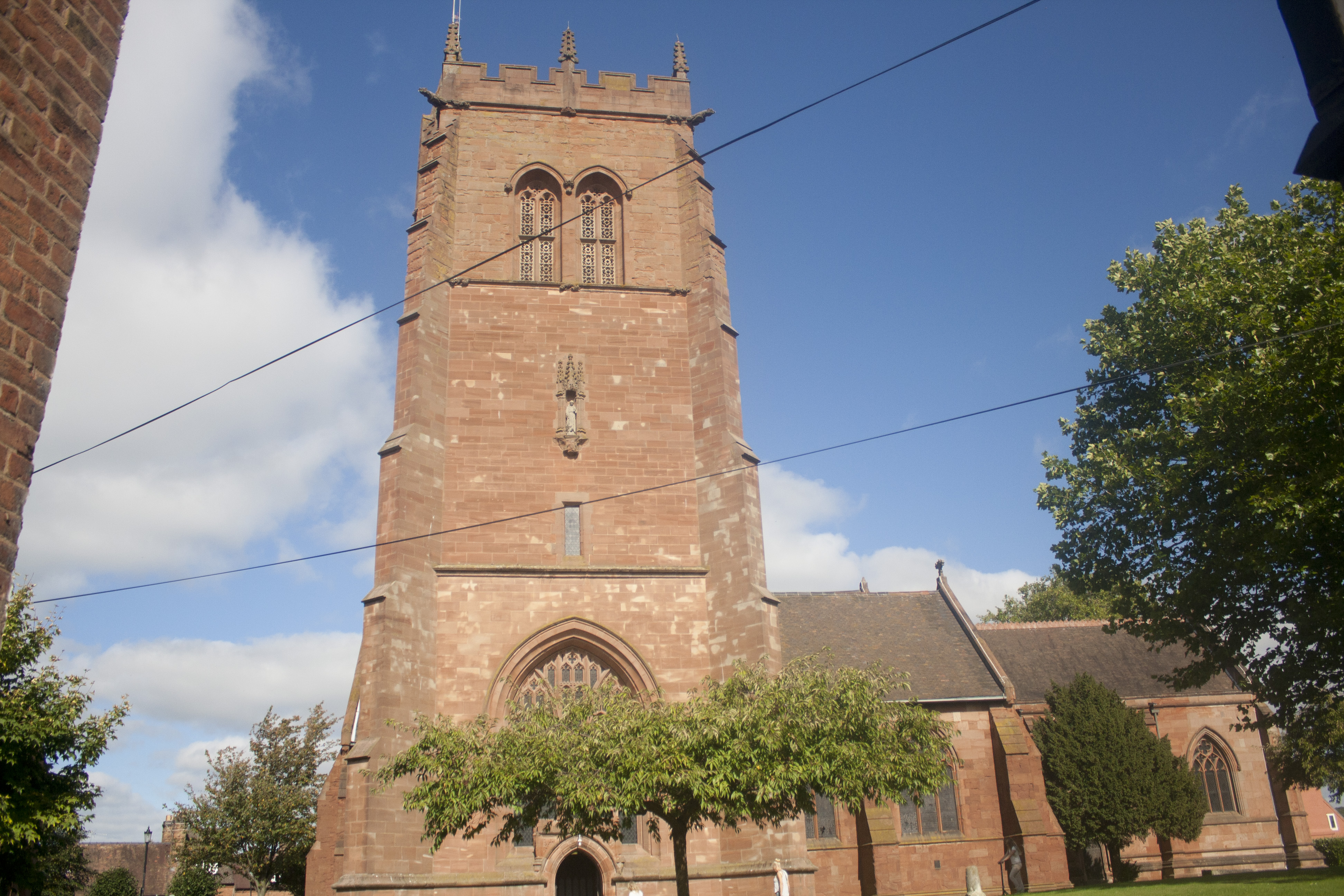
Bridgnorth, Kirche St. Leonard
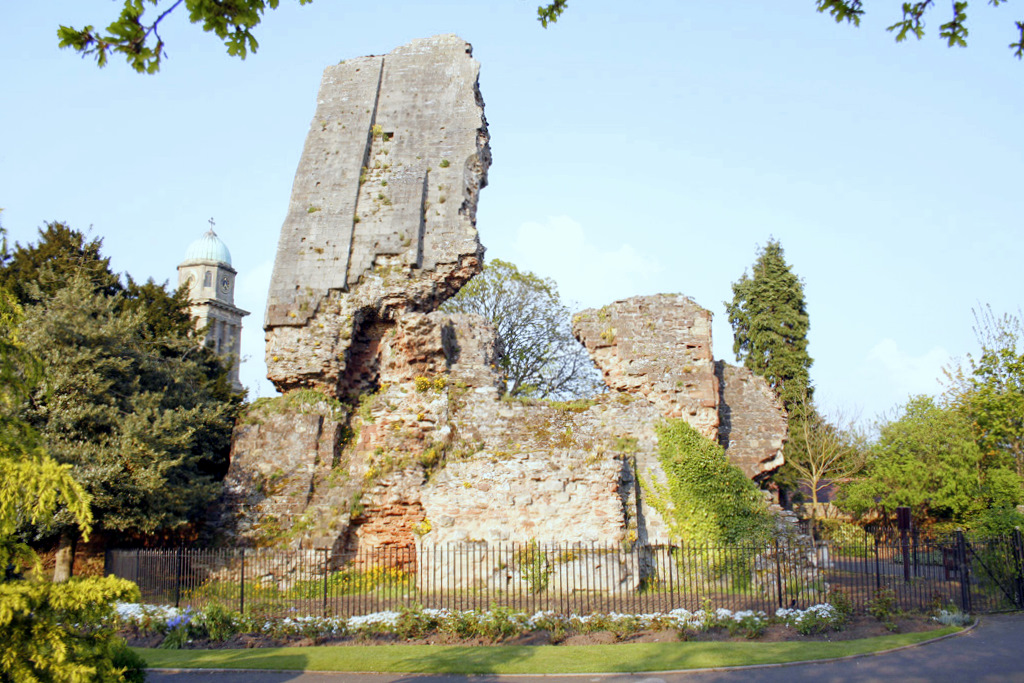
Ruine Bridgnorth Castle
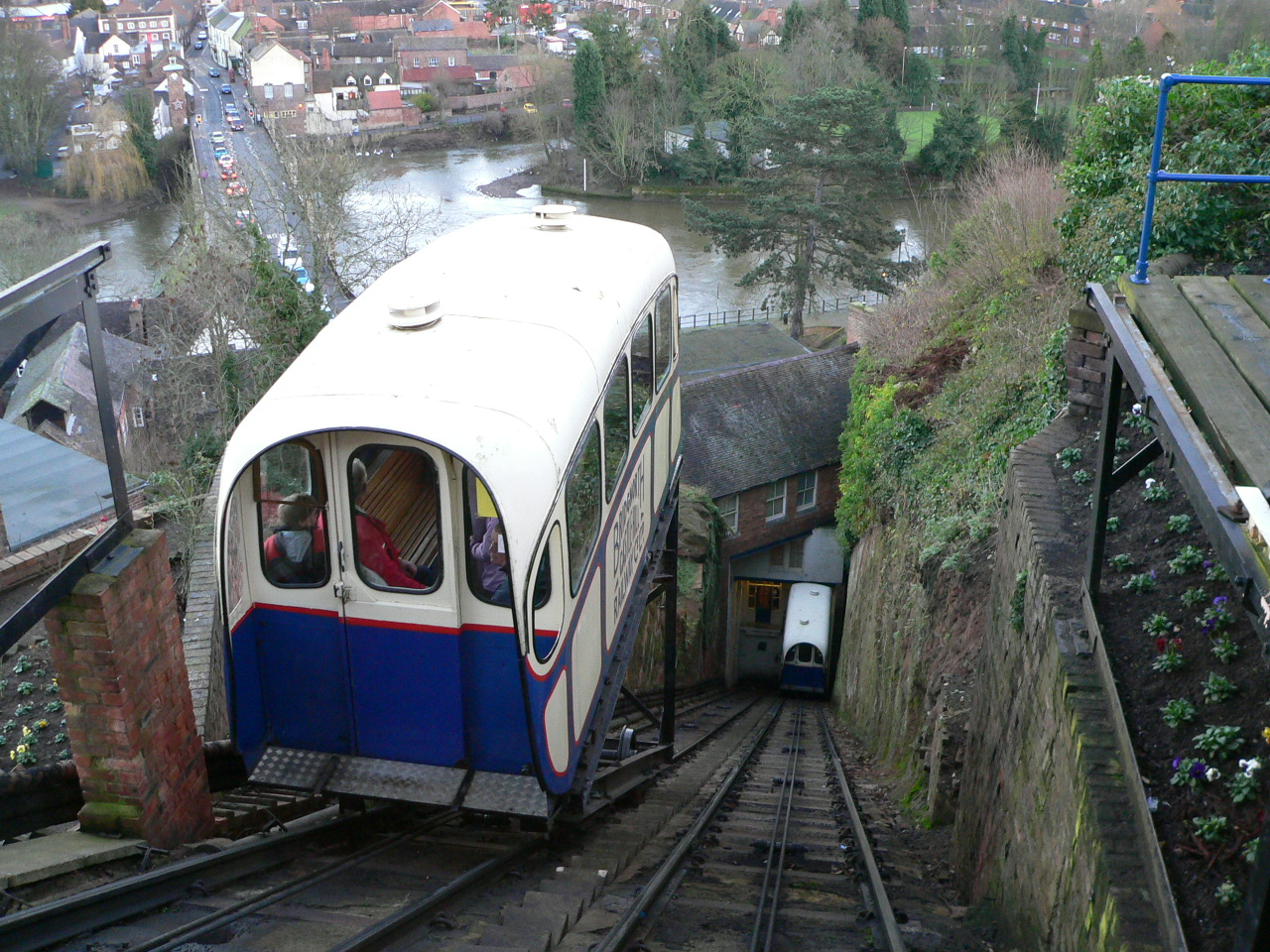
Bridgnorth Cliff Railway

## Städtepartnerschaften
Partnerstädte von Bridgnorth sind Schrobenhausen in Bayern und Thiers im französischen Département Puy-de-Dôme, die untereinander ebenfalls verschwistert sind.

## Persönlichkeiten
- Thomas Percy (1729–1811), Dichter und anglikanischer Bischof von Dromore
- William Macmichael (1783–1839), Arzt und Schriftsteller
- Katharine St. George (1894–1983), Politikerin
- Anthony Abell (1906–1994), Kolonialadministrator
- David Preece (1963–2007), Fußballspieler
- Ross Antony (* 1974), Fernsehmoderator, Musicaldarsteller, Musiker und Entertainer